# Reakcja Kochiego
Reakcja Kochiego – reakcja chemiczna pomiędzy kwasami karboksylowymi a chlorkiem litu, katalizowana octanem ołowiu(IV), która prowadzi do powstania halogenków alkilowych (halodekarboksylacja) jako głównego produktu oraz litooctanu ołowiu oraz kwasu octowego.
W reakcji tej można użyć soli litu i innego fluorowca, produktem będzie wówczas odpowiedni halogenek.
Jest to alternatywna metoda otrzymywania halogenków alkilowych w stosunku do reakcji Hunsdieckera.